# Sinomimovelleda dentihumeralis
Sinomimovelleda dentihumeralis là một loài bọ cánh cứng trong họ Cerambycidae.